# Médailles Coke
Pour les articles homonymes, voir Coke.
Les médailles Coke sont une récompense scientifique dans le domaine de la géologie décernée par la Geological Society of London.

## Lauréats
- 1984 : Anthony Leonard Harris
- 1984 : William David Ian Rolfe
- 1985 : Digby Johns McLaren
- 1985 : Willi Ziegler
- 1986 : Kenneth William Glennie
- 1986 : Geoffrey Eglinton
- 1987 : Niels Henriksen
- 1987 : David Nixon Holt
- 1988 : Robert Stoneley
- 1988 : Frederick Weir Dunning
- 1989 : (Edward) Howel Francis
- 1989 : Raymond A Price
- 1990 : Alec James Smith
- 1990 : Richard Christopher Lane Wilson
- 1991 : Charles Hepworth Holland
- 1991 : David Anthony Lawson Jenkins
- 1992 : Hugh Crawford Jenkyns
- 1992 : E-An Zen
- 1993 : Derek John Blundell
- 1993 : Peter Westbroek
- 1994 : Gerald Joseph Home McCall
- 1994 : Maurice Edwin Tucker
- 1995 : Gerard Viner Middleton
- 1995 : Robin (Leonard Robert Morrison) Cocks
- 1996 : Christopher John Hawkesworth
- 1996 : Robert Benjamin Kidd
- 1997 : Peter John Cook
- 1997 : Michael John Le Bas
- 1998 : Anthony John Reedman
- 1998 : Anthony Mansell Spencer
- 1999 : Frederic Gladstone Bell
- 2000 : Colin McClellan Graham
- 2001 : Harold Garnar Reading
- 2002 : John Christopher Wolverson Cope
- 2003 : Michael Bickle
- 2003 : Joseph Lowe
- 2004 : Antony Fallick
- 2004 : Haraldur Sigurðsson
- 2005 : Michael Brown
- 2006 : Michael Bassett
- 2006 : Marjorie Wilson
- 2007 : Peter Maguire
- 2007 : John Murray
- 2008 : James Rose
- 2008 : Nigel Woodcock
- 2009 : Jane Plant
- 2009 : Bruce Yardley